# Исии, Сиро
Сиро Исии (яп. 石井 四郎 исии сиро:) (25 июня 1892, Chiyoda, Японская империя — 9 октября 1959, Токио) — японский микробиолог, военный хирург, генерал-лейтенант Императорской армии Японии, командир отряда 731. Военный преступник, проводил биологические опыты над корейскими, китайскими и советскими пленными. Руководил разработкой и применением биологического оружия в Маньчжоу-Го во время Второй японо-китайской войны 1937—1945 годов. Ответственен за биологическую атаку на китайские города Чандэ и Нинбо, а также планировал биологическую атаку против США в рамках операции «Ночное цветение сакуры».
Исии и его коллеги также проводили эксперименты над людьми, в результате чего погибло более 10 000 испытуемых, большинство из которых было гражданскими лицами или военнопленными. В общей сложности от японского биологического оружия погибло около 300 000 человек. Позднее правительство США предоставило Исии иммунитет на Международном военном трибунале для Дальнего Востока в обмен на информацию и исследования, полезные для разработки американского биологического оружия.

## Биография

### Ранние годы
Родился в деревне Сибаяма, округ Самбу, префектура Тиба. Был четвёртым сыном Кацуи Исии, богатого землевладельца и производителя сакэ. Семья Исии была крупнейшим землевладельцем в общине. Исии учился в средней школе Тиба (ныне средняя школа префектуры Тиба) в городе Тиба и в Четвёртой высшей школе (ныне университет Канадзава), высшей школе в Канадзаве, префектура Исикава. Он был любимчиком учителей и обладал фотографической памятью. Некоторые из его одноклассников считали его наглым, резким и высокомерным. Дочь Сиро Харуми считала, что отца «несправедливо осуждали», говоря: «Мой отец был очень сердечным человеком… Он был настолько умным, что люди иногда не могли угнаться за скоростью его мышления, и это его раздражало, и он кричал на них». В 1916 году Исии поступил на медицинский факультет Киотского императорского университета. Он окончил его в 1920 году и в том же году женился на дочери Акари Торасабуро, президента университета.
В 1921 году Исии был принят на службу в Императорскую армию Японии в качестве военного хирурга в звании армейского хирурга первого класса (лейтенант-хирург). В 1922 году Исии был направлен в 1-й армейский госпиталь и армейскую медицинскую школу в Токио, где его работа произвела хорошее впечатление на начальство, что позволило ему вернуться в Киотский императорский университет для прохождения последипломного медицинского образования в 1924 году. Во время учебы Исии часто выращивал бактерии-«питомцы» в многочисленных чашках Петри, и его отношение к бактериям как к домашним питомцам, не как к объектам исследования, привело к распространению сплетен о нём среди сотрудников университета. Он не очень хорошо ладил со своими однокурсниками. Они приходили в ярость от его «назойливого поведения» и «безразличия». Один из наставников Исии, профессор Рен Кимура, вспоминал, что у него была странная привычка делать лабораторные работы посреди ночи, используя лабораторное оборудование, которое ранее тщательно вычистили его однокурсники. Они «очень злились, когда на следующее утро приходили и находили лабораторное оборудование грязным». В 1925 году Исии получил звание армейского хирурга второго класса (капитан-хирург).

### Исследования биологического оружия
Исии выступал за создание японской программы по разработке биологического оружия. В 1928 году он начал двухлетнее путешествие по Западу, где провел обширные исследования последствий использования биологического и химического оружия, разработанного во время Первой мировой войны. Путешествие Исии было весьма успешным и помогло ему завоевать покровительство Садао Араки, военного министра Японии. Исии также получил поддержку идеологического соперника Араки в армии, генерал-майора Тэцудзана Нагаты, который позже был признан «самым активным сторонником» Исии на Хабаровском процессе по делу о военных преступлениях. В январе 1931 года Исии получил звание старшего армейского хирурга третьего класса (майор-хирург). По словам последователей Исии, он был чрезвычайно предан императору, обладал «энтузиазмом» и «смелым и беззаботным характером», работал до поздней ночи в лаборатории после посиделок с друзьями в городе. Он также был известен своими пристрастиями к выпивке, женщинам и хищению средств. Исии описывали как ярого националиста, что помогло ему познакомиться с богатыми спонсорами.
В 1935 году Исии получил звание старшего армейского хирурга второго класса (подполковник-хирург). 1 августа 1936 года Исии стал командиром отряда 731 получил контроль над его исследовательскими центрами. Один из бывших военнослужащих отряда 731 вспоминал в 1998 году, что когда он впервые встретил Исии в Токио, то был удивлён внешним видом своего командира: «Исии был неряшливо одет. Его форма была покрыта пятнами от еды и пеплом от сигарет. Его офицерский меч был плохо пристегнут и волочился по полу». Однако в Маньчжурии Исии превращался в другого человека: «Он был безукоризненно одет. Его мундир был безупречен, а меч правильно привязан».
Как командир отряда 731, Исии проводил различные эксперименты, включая вивисекцию, испытание биологического оружия на китайских деревнях, отравление токсинами и газами. По приказу Исии испытуемых принуждали к заражению друг друга сифилисом. Существует мнение, что Исии в течение нескольких лет демонстрировал Хидеки Тодзио видеозаписи своих экспериментов. Тодзио счел их «неприятными» и в конце концов перестал их смотреть.
В 1938 году Исии получил звание старшего армейского хирурга первого класса (полковник-хирург), в марте 1941 года — помощника генерального хирурга (генерал-майор-хирург), а в марте 1945 года — генерального хирурга (генерал-лейтенант-хирург). К концу войны Исии разработал план по распространению чумных блох вдоль западного побережья США (операция «Ночное цветение сакуры»). Этот план не был реализован из-за капитуляции Японии 15 августа 1945 года. Исии и японское правительство пытались скрыть информацию об отряде 731 и его экспериментах, но потерпело неудачу. Выставочный зал военных преступлений отряда 731 в Харбине по сей день является музеем этого подразделения и его злодеяний.

### После войны
В конце Второй мировой войны был арестован американцами. Однако в 1946 году по ходатайству генерала Макартура власти США предоставили ему иммунитет от преследования в обмен на данные об исследованиях биологического оружия, основанных на экспериментах над людьми. Советские власти желали, чтобы Исии предстал перед судом, однако Соединенные Штаты выступили против, после того как в отчетах группы военных микробиологов под руководством подполковника Мюррея Сандерса говорилось, что информация, которой обладают члены отряда 731, «абсолютно бесценна».
Сделка о судебном иммунитете Исии была заключена в 1948 году, и он так и не был привлечен к ответственности за военные преступления или преступления против человечности, а его точное местонахождение или род занятий были неизвестны с 1947 года. Ричард Дрейтон, преподаватель истории Кембриджского университета, утверждал, что Исии позже отправился в Мэриленд, где консультировал американских учёных касательно биологического оружия. Другой источник утверждает, что он остался в Японии, где открыл клинику, бесплатно обследовавшую и лечившую пациентов. Исии вел дневник, но в нём нет упоминаний о деятельности в военное время в составе отряда 731.
Во время Корейской войны появились обвинения в использовании биологического оружия американскими и южнокорейскими войсками, причем некоторые утверждали, что методы, разработанные Подразделением 731, были использованы против Северной Кореи и китайских войск. Это включало обвинения в распространении болезней и использовании зараженных насекомых в качестве средства ведения войны
В последние годы жизни Исии не мог внятно говорить, испытывал постоянный дискомфорт, принимал обезболивающие препараты и говорил севшим голосом. Он умер 9 октября 1959 года от рака гортани в возрасте 67 лет в больнице в районе Синдзюку. Похороны были организованы Масадзи Китано, его заместителем в Отряде 731. Дочь Исии утверждала, что незадолго до смерти её отец стал католиком.

## В кинематографе
- Х/ф «Люди за солнцем» (Гонконг, 1988). В роли Исии актёр Ван Ган.
- Художественный фильм «Топор. 1945. Июль» (2025)